# Méthode des éléments spectraux
 (novembre 2015).
Si vous disposez d'ouvrages ou d'articles de référence ou si vous connaissez des sites web de qualité traitant du thème abordé ici, merci de compléter l'article en donnant les références utiles à sa vérifiabilité et en les liant à la section « Notes et références ».
Pour les articles homonymes, voir SEM.
Dans la solution numérique des équations aux dérivées partielles, un sujet en mathématiques, la méthode des éléments spectraux est une formulation de la méthode des éléments finis qui utilise des degrés élevés de polynômes par morceaux comme fonctions de base.

## Discussion
La méthode spectrale étend la solutions de l'équation aux séries trigonométriques, permettant ainsi d'obtenir une solution d'un ordre bien plus élevé. Cette approche se fonde sur l'idée que les polynômes trigonométriques forment une base orthonormale dans {\displaystyle L^{2}(\Omega )}.
La méthode des éléments spectraux quant à elle utilise des polynômes par morceaux à degré élevé comme fonctions de bases, atteignant ainsi une grande précision. De tels polynômes sont souvent des polynômes de Tchebychev orthogonaux ou des polynômes de Lagrange d'ordre très élevé sur des espaces de noeuds non uniformes. Avec cette méthode, l'erreur induite décroît de manière exponentielle lorsque le degré des polynômes approximant augmentent. Ainsi, une convergence rapide vers la solution exacte peut être obtenue avec quelques degrés de liberté sur la structure, à l'inverse de la méthode des éléments finis. En contrôle de santé intégré, la méthode des éléments finis peut être utilisée pour détecter les plus gros défauts dans une structure. En revanche, au fur et à mesure que la taille des défaults
diminue, des fréquences plus élevées sont nécessaires. Pour simuler la propagation d'une onde à fréquence élevée, la méthode des éléments finis demande un maillage de l'espace très fin, ce qui accroît donc le temps de calcul. À l'inverse, la méthode des éléments spectraux permet d'obtenir une plus grande précision pour moins de degrés de liberté. La non-uniformité des nœuds contribue à rendre la matrice de masse diagonale, ce qui permet d'économiser du temps et de la mémoire et est également utile pour adopter une méthode de différence centrale. Les inconvénients de la méthode des éléments spectraux incluent la difficulté de modéliser une géométrie complexe, par rapport à la flexibilité de la méthode des éléments finis.
Bien que la méthode puisse être appliquée avec une base polynomiale orthogonale modale par morceaux, elle est le plus souvent implémentée avec une base de Lagrange de produit tensoriel nodal. La méthode gagne son efficacité en plaçant les points nodaux aux points Legendre-Gauss-Lobatto et en effectuant les intégrations de la méthode Galerkin avec une quadrature de Gauss-Lobatto réduite en utilisant les mêmes nœuds. Avec cette combinaison, il en résulte des simplifications telles qu'un regroupement de masse se produit à tous les nœuds et qu'une procédure de collocation résulte aux points intérieurs.
Les applications les plus populaires de la méthode sont la dynamique des fluides computationnelle et la modélisation de la propagation des ondes sismiques.

## Historique
La méthode des éléments spectraux a été introduite dans un article de 1984 par A. T. Patera.